# 藤井保文
藤井 保文（ふじい やすふみ、1984年 - ）は、日本のコンサルタント。株式会社ビービット執行役員CCO兼東アジア営業責任者。

## 略歴
1984年、大阪府出身。東京大学大学院修了。
上海・台北・東京を拠点に活動。国内外のUX思想を探究し、企業・政府へのアドバイザリーに取り組む。

## 主な著書
- 『アフターデジタル - オフラインのない時代に生き残る』（日経BP、2019年、ISBN 978-4296101627）
- 『アフターデジタル2 UXと自由』（日経BP、2020年、ISBN 978-4296106318）
- 『ジャーニーシフト デジタル社会を生き抜く前提条件』（日経BP、2022年、ISBN 978-4296201266）